# Rudolf Wirtz
Rudolf Wirtz (* 31. Mai 1931 in Opladen; † 1. Mai 2003 in Wiesbaden) war ein deutscher Jurist und Verwaltungsbeamter, zuletzt im Range eines Leitenden Ministerialrats in der Hessischen Staatskanzlei, sowie Vorlage für eine Romanfigur in Martin Walsers Finks Krieg.

## Leben
Wirtz wurde 1931 als Sohn eines Studienrats und Reserveoffiziers geboren. Er wuchs in einer katholisch-deutschnationalen Umgebung auf und hatte mehrere Geschwister. Sein Elternhaus stand dem Nationalsozialismus allerdings distanziert gegenüber. 1949 erkrankte Wirtz an Tuberkulose und wurde wiederholt behandelt. Erst 1952 konnte er sein Abitur ablegen.
Im Anschluss studierte er Rechtswissenschaften an der Universität zu Köln und der Albert-Ludwigs-Universität Freiburg. 1956 legte er das erste juristische Staatsexamen ab. Während des Referendariats war er auch in einer Anwaltskanzlei im israelischen Tel Aviv tätig, was prägend für ihn werden sollte. Freundschaftlich verbunden war er mit dem deutsch-israelischen Juristen Kurt Tuchler. 1961 folgte das zweite juristische Staatsexamen und die Niederlassung als Rechtsanwalt in Düsseldorf.
1962 wurde er am Bundesverwaltungsamt in Köln tätig. 1963 erfolgte die Ernennung zum Regierungsassessor und 1965 zum Regierungsrat. Kurzzeitig arbeitete er im Landratsamt Eschwege (1964). 1966 wurde er Beamter im hessischen Landesdienst. 1968 erfolgte die Beförderung zum Oberregierungsrat. 1970 wurde er Regierungsdirektor in der Hessischen Staatskanzlei unter Ministerpräsident Albert Osswald (SPD). Ab 1985 war er Leitender Ministerialrat. Er war zunächst für das Bürgerbüro zuständig und später als Leiter der Verbindungsstelle zu den Kirchen und Religionsgemeinschaften eingesetzt. Unter der Trennung von Staat und Kirche verstand er eine „balancierte Trennung“. In seiner Amtszeit war er für die Ausarbeitung des Vertrages zwischen dem Land Hessen und dem Landesverband der Jüdischen Gemeinden in Hessen – Körperschaft des öffentlichen Rechts (GVBl I, 395) und die juristische Begleitung des Diplomstudiengangs Katholische Theologie an der Universität Frankfurt am Main zuständig.
1988 wurde Wirtz, SPD-Mitglied, nach dem Regierungsantritt Walter Wallmanns (CDU) auf eine unbedeutendere Funktion versetzt. Auf seine Stelle rückte Wolfgang Egerter (CDU) nach, ein Fraktionsassistent des neuen Ministerpräsidenten. Begründet wurde die Umbesetzung mit angeblichen Beschwerden von Vertretern der Religionsgemeinschaften. Unklar bleibt, inwieweit diese zutreffend waren. Wirtz ging gerichtlich – im Ergebnis erfolglos – gegen die ihn in seiner persönlichen Ehre verletzenden Vorwürfe vor. Bekräftigt wurden diese in den umfangreichen Verfahren durch eine eidesstattliche Versicherung Alexander Gaulands (damals CDU, heute AfD), des seinerzeitigen Leiters der Staatskanzlei. Erst nach dem Regierungsantritt Hans Eichels (SPD) wurde er 1992 wieder zum Leiter der Verbindungsstelle zu den Kirchen und Religionsgemeinschaften eingesetzt und sollte diese Position bis zur Pensionierung 1996 innehaben.
Nach seiner Pensionierung war er u. a. Rechtsberater des Internationalen Rates der Christen und Juden.

## Finks Krieg
Durch seine Einbindung in die Affäre Gauland wurde er Vorbild für die Figur des Stefan Fink in dem im Suhrkamp Verlag erschienenen Roman Finks Krieg (1996) von Martin Walser. Den Schriftsteller versorgte er mit gesammelten Unterlagen. Der Rechtswissenschaftler Rainer Wahl analysierte später den fiktiv-realen Rechtsstreit in der Neuen Juristischen Wochenschrift (NJW).

## Auszeichnungen
- 1988: Ehrensiegel der jüdischen Gemeinde (durch Ignatz Bubis)